# Vjačeslav Palman
Vjačeslav Ivanovič Palman (rusky  Вячеслав Иванович Пальман) (26. března 1914, Skopin – 19. března 1998, Moskva) byl ruský sovětský spisovatel známý především svými knihami pro děti a mládež s dobrodružnou a fantastickou tematikou.

## Život
Palman se narodil ve městě Skopin v Rjazaňské oblasti v rodně vojenského hudebníka. Roku 1933 ukončil zemědělskou vysokou školu v Borovsku a začal pracovat jako agronom. V období Velké čistky byl roku 1937 zatčen, odsouzen ke ztrátě svobody na tři roky a poslán na Dálný východ, kde pracoval v zemědělství. Po propuštění zůstal na Dálném východě, pracoval opět jako agronom, začal se zabývat žurnalistikou a v novinách Стахановец a Советская Колыма publikoval články týkající se zemědělských prací.
Roku 1950 se s rodinou přestěhoval do stanice Dinskaja v Krasnodarském kraji. První knihu vydal roku 1955. Působil také jako dopisovatel listu Советская Россия. Celkem vydal za svůj život třicet knih.

## Dílo
- В нашей станице (1955, V naší obci), sbírka povídek.
- Раздоры на хуторе Вишняки (1956, Spory v osadě Višňaki), od roku 1958 jako События на хуторе Вишняки (Události v osadě Višňaki).
- Судьба моих друзей (1958, Osud mých přátel).
- Кратер Эршота (1958, Kráter Eršota), fantastický román.
- Река выходит из берегов (1959, Řeka se vylévá z břehů).
- Чародеи земли (1962, Čarodějové země), sbírka črt.
- Вещество Ариль (1963, Hmota Aril), fantastický román, později pod názvem Красное и зелёное (Červené zelené).
- На берегу Кубани (1964, Na břehu Kubáně), později pod názvem Синие комбинезоны (Modré kombinézy).
- Песни чёрного дрозда (1966, Písně černého kosa), volná trilogie vyprávějící o životě lidí a zvířat a o boji s pytláky v horských lesích Kavkazské rezervace. Má tyto části:
  - Восточный кордон (Východní kordon, česky jako Smrt v rezervaci),
  - Там, за рекой (Tam za řekou, česky jako Tajemství pytlácké jeskyně),
  - Песни чёрного дрозда (Písně černého kosa).
- По следам дикого зубра (1968, Po stopách divokého zubra), román.
- Это Русская равнина (1981, To je ruská rovina).
- Земля в наследство (1981, Země jako dědictví), črty a eseje.
- Девять хат окнами на Глазомойку (1984), povídky.
- Озерный край (1985, Jezerní kraj), črty a eseje.
- Úsměv bohyně Demeter (1986, Úsměv bohyně Demeter).
- Когда шагаешь по траве (1991, Když chodíš po trávě).

## Česká vydání
- Tajemství pytlácké jeskyně, Albatros, Praha 1981, přeložila Marcia Ferrari.
- Smrt v rezervaci, Lidové nakladatelství, Praha 1984, přeložila Eva Dolejšová.